# Valča
Valča (hongrois : Valcsa) est un village de Slovaquie situé dans la région de Žilina.

## Histoire
La première mention écrite du village date de 1252.

## Démographie

### Évolution de la population
| Année:               | 1994. | 2004.   | 2014.   | 2024.    |
| -------------------- | ----- | ------- | ------- | -------- |
| Nombre de personnes: | 1409  | 1502    | 1630    | 1802     |
| Différence:          |       | +6,60 % | +8,52 % | +10,55 % |

| Année:               | 2023. | 2024.   |
| -------------------- | ----- | ------- |
| Nombre de personnes: | 1804  | 1802    |
| Différence:          |       | -0,11 % |